# Свен I
Свен I Вилобради (на старонорвежки: Sveinn Tjúguskegg; на датски: Svend Tveskæg; на букмол: Svein Tjugeskjegg; на английски: Sweyn Forkbeard, произношение на български: Свен Тюгесхег) е крал на Дания от 986 г., който завладява по-голямата част от Норвегия (1000) и Англия (1013), създавайки империя в района на Северно море.

## Произход
Предполага се, че Свен Твескег е роден около 960 г. Той е син на датския крал Харалд I Синезъби, скандинавски владетел, който пръв официално приема християнството през 60-те години на 10 век. Свен го наследява в края на 986 или началото на 987 г.

## Управление
През следващите години Свен ръководи поредица от походи в Норвегия и Англия. През 1000 г., в съюз с шведския крал Олаф Скьотконунг и норвежкия граф Ерик от Ладе, разгромява в Сволдерската битка норвежкия крал Олаф I Трюгвасон и завладява по-голямата част от земите му.
След 1002 г., когато английският крал Етелред II организира масови кланета на датчани в Англия, Свен предприема наказателна експедиция, но през 1005 г. гладът го принуждава да се върне в Дания. Предполага се, че той подпомага и викингските походи в Англия през 1006 – 1007 и 1009 – 1012 г., вторият ръководен от Торкел Високи. През август 1013 г. Свен лично повежда мащабно нашествие в Англия, подчинява цялата страна и към края на годината влиза в Лондон като крал, а Етелред е принуден да бяга в Нормандия.
Няколко седмици след като става крал на Англия, на 3 февруари 1014 г., Свен I умира. Той е погребан в построената от него църква в Роскиле, Дания.

## Фамилия
Свен се жени за Зигрид Надменната, от която има един син:
- Кнут Велики (ок. 995 – 1035)